# Німанський район
Німанський район — район на північному сході Калінінградської області Росії. Адміністративний центр — місто Німан.

## Географія
Район межує на півночі з Литвою, на заході з Совєтським міським округом і Славським районом, на сході з Краснознам'янським районом, на півдні з Черняховським районом і на південно-сході з Гусєвський районом. Площа району — 698,3 км² (11-ий за площею район області.), У тому числі площа річки Німан — 14,5 км². Є мережа річок і озер, серед великих річок — Німан, Шешупе та Інструч. Близько 5 % території району становлять ліси. Найбільші лісові масиви з покладами торфу розташовані на території Жилінського сільського поселення, болота з незначними покладами торфу, нині не розробляються, розташовані на території Лунінского сільського поселення. Корисні копалини на території району — торф, пісок, глина. Територією району проходить автомобільна дорога федерального значення А-216 Гвардєйськ-Німан і 29 обласних доріг загального користування, загальна протяжність автомобільних доріг — 220 км. Також проходить залізниця Черняховськ — Совєтськ.

## Освіта
У Німанському районі діють 5 середніх загальноосвітніх шкіл, в тому числі, 3 у селах, а також 1 основна загальноосвітня школа в сільській місцевості.

## Туризм
Найбільше унікальне місце в Нєманському районі, це річка Німан, на честь якої названий адміністративний центр Німанского району — м. Німан.